# Hàng không năm 1965
Đây là danh sách các sự kiện hàng không nổi bật xảy ra trong năm 1965:

## Chuyến bay đầu tiên

### Tháng 2
- 25 tháng 2 - Douglas DC-9
- 27 tháng 2 - Antonov An-22

### Tháng 4
- 2 tháng 4 - Partenavia Oscar
- 15 tháng 4 - Aérospatiale Puma nguyên mẫu SA.330
- 22 tháng 4 - Transavia PL-12 Airtruk

### Tháng 5
- 7 tháng 5 - Canadair Dynavert
- 20 tháng 5 - De Havilland Canada DHC-6 Twin Otter

### Tháng 6
- 2 tháng 6 - Aerotec Uirapuru
- 4 tháng 6 - Nanchang Q-5
- 13 tháng 6 - Britten-Norman Islander

### Tháng 7
- 19 tháng 7 - Breguet Atlantic

### Tháng 8
- 3 tháng 8 - Aero Spacelines Super Guppy

### Tháng 9
- 7 tháng 9 - AH-1 Cobra
- 27 tháng 9 - A-7 Corsair II

## Bắt đầu hoạt động

### Tháng 4
- 1 tháng 4 - NAMC YS-11 trong Japan Domestic Airlines
- 9 tháng 4 - BAC One-Eleven trong British United Airways

### Tháng 11
- 30 tháng 11 - Convair 600 trong Central Airlines